# Isla Conejera (archipiélago de Cabrera)

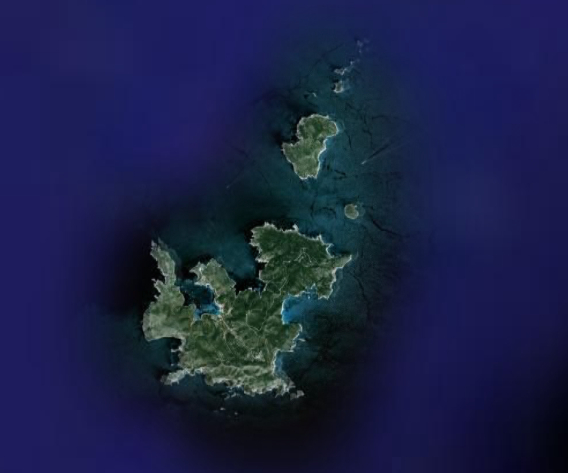
Imagen por satélite del archipiélago de Cabrera: la isla más grande es la Isla de Cabrera, y la segunda más grande es Conejera.

Isla Conejera es la segunda de las islas del Parque nacional marítimo-terrestre del Archipiélago de Cabrera (véase isla de Cabrera). El nombre en idioma catalán es Illa Conillera o Illa dels Conills, que comparte con otra isla cercana a Ibiza. También hay otras islas denominadas "Conejera" en otros lugares de España.
La isla Conejera cercana a Cabrera pertenece al archipiélago de las Gimnesias, no siendo así su nombre oficial, mientras que la cercana a Ibiza pertenece al de las Pitiusas, ambos grupos pertenecientes a las Baleares.
Esta Isla Conejera podría ser la que Plinio el Viejo denominaba Parva Hannibalis ("la pequeña de Aníbal"), que por una mala interpretación se habría convertido en Patria Hannibalis ("la patria de Aníbal"), dando lugar a la leyenda del nacimiento de Aníbal en ella. En realidad las indicaciones de Plinio son tan imprecisas que esa tal Parva Hannibalis y otra isla denominada Tiquadra podrían ser cualquier isla entre Ibiza y Mallorca, que también denomina Maenariae insulae (Islas Menarias) y que tanto pueden referirse a las del archipiélago de Cabrera como a los islotes de la Bahía de Palma u otros de la costa meridional mallorquina, como Na Moltona o La Porraza.